# WTA-seizoen 2009
Het WTA-seizoen in 2009 bestond uit de internationale tennistoernooien die door de WTA werden georganiseerd in het kalenderjaar 2009. In het onderstaande overzicht zijn voor de overzichtelijkheid ook de grandslamtoernooien, de Fed Cup en de Hopman Cup toegevoegd, hoewel deze door de ITF werden georganiseerd.

## Legenda
| Grandslamtoernooien        |
| Eindejaarskampioenschappen |
| Premier Mandatory          |
| Premier Five               |
| Premier                    |
| International              |
| Toernooien voor teams      |

### Codering
De codering voor het aantal deelnemers is als volgt:
"128S/96Q/64D/32X" betekent:
- 128 deelnemers aan hoofdtoernooi vrouwenenkelspel (S)
- 96 deelnemers aan het vrouwenkwalificatietoernooi (Q)
- 64 koppels in het vrouwendubbelspel (D)
- 32 koppels in het gemengd dubbelspel (X)

Alle toernooien worden in principe buiten gespeeld, tenzij anders vermeld.
RR = groepswedstrijden ("round robin"), (i) = indoor (overdekt)

## WTA-toernooikalender

### Januari
| Week van   | Toernooi | Winnares                                        | Verliezend finaliste                          | Uitslag finale    |         |
| ---------- | --- | ----------------------------------------------- | --------------------------------------------- | ----------------- | ------- |
| 5 januari  | Hopman Cup Perth, Australië Hopman Cup AU$1.000.000 - hardcourt (i) - 8 gemengde teams (RR)                           | Slowakije – Dominika Cibulková – Dominik Hrbatý | Rusland – Dinara Safina – Marat Safin         | 2-0               | details |
| 5 januari  | Brisbane International Brisbane, Australië WTA International Tournaments $220.000 - hardcourt - 32S/32Q/16D           | Viktoryja Azarenka                              | Marion Bartoli                                | 6-3, 6-1          | details |
| 5 januari  | Brisbane International Brisbane, Australië WTA International Tournaments $220.000 - hardcourt - 32S/32Q/16D           | Anna-Lena Grönefeld Vania King                  | Klaudia Jans Alicja Rosolska                  | 3-6, 7-5, [10-5]  | details |
| 5 januari  | ASB Classic Auckland, Nieuw-Zeeland WTA International Tournaments $220.000 - hardcourt - 32S/32Q/16D                  | Jelena Dementjeva                               | Jelena Vesnina                                | 6-4, 6-1          | details |
| 5 januari  | ASB Classic Auckland, Nieuw-Zeeland WTA International Tournaments $220.000 - hardcourt - 32S/32Q/16D                  | Nathalie Dechy Mara Santangelo                  | Nuria Llagostera Vives Arantxa Parra Santonja | 4-6, 7-6, [12-10] | details |
| 12 januari | Medibank International Sydney Sydney, Australië WTA Premier Tournaments $600.000 - hardcourt - 32S/32Q/16D            | Jelena Dementjeva                               | Dinara Safina                                 | 6-3, 2-6, 6-1     | details |
| 12 januari | Medibank International Sydney Sydney, Australië WTA Premier Tournaments $600.000 - hardcourt - 32S/32Q/16D            | Hsieh Su-wei Peng Shuai                         | Nathalie Dechy Casey Dellacqua                | 6-0, 6-1          | details |
| 12 januari | Moorilla Hobart International 2009 Hobart, Australië WTA International Tournaments $220.000 - hardcourt - 32S/32Q/16D | Petra Kvitová                                   | Iveta Benešová                                | 7-5, 6-1          | details |
| 12 januari | Moorilla Hobart International 2009 Hobart, Australië WTA International Tournaments $220.000 - hardcourt - 32S/32Q/16D | Gisela Dulko Flavia Pennetta                    | Aljona Bondarenko Kateryna Bondarenko         | 6-2, 7-6          | details |
| 19 januari | Australian Open Melbourne, Australië Grand Slam $7.262.963 - hardcourt - 128S/96Q/64D/32X                             | Serena Williams                                 | Dinara Safina                                 | 6-0, 6-3          | details |
| 19 januari | Australian Open Melbourne, Australië Grand Slam $7.262.963 - hardcourt - 128S/96Q/64D/32X                             | Serena Williams Venus Williams                  | Daniela Hantuchová Ai Sugiyama                | 6-3, 6-3          | details |
| 19 januari | Australian Open Melbourne, Australië Grand Slam $7.262.963 - hardcourt - 128S/96Q/64D/32X                             | Sania Mirza Mahesh Bhupathi                     | Nathalie Dechy Andy Ram                       | 6-3, 6-1          | details |

### Februari
| Week van    | Toernooi | Winnares                                                                                   | Verliezend finaliste                          | Uitslag finale   |         |
| ----------- | --- | ------------------------------------------------------------------------------------------ | --------------------------------------------- | ---------------- | ------- |
| 2 februari  | Fed Cup (eerste ronde) | Rusland 5–0 China Tsjechië 4–1 Spanje Italië 5–0 Frankrijk Verenigde Staten 3–2 Argentinië |                                               |                  | details |
| 9 februari  | Open GDF Parijs, Frankrijk WTA Premier Tournaments $700.000 - hardcourt (i) - 32S/32Q/16D                                               | Amélie Mauresmo                                                                            | Jelena Dementjeva                             | 7-6, 2-6, 6-4    | details |
| 9 februari  | Open GDF Parijs, Frankrijk WTA Premier Tournaments $700.000 - hardcourt (i) - 32S/32Q/16D                                               | Cara Black Liezel Huber                                                                    | Květa Peschke Lisa Raymond                    | 6-4, 3-6, [10-4] | details |
| 9 februari  | PTT Pattaya Women’s Open Pattaya, Thailand WTA International Tournaments $220.000 - hardcourt - 32S/32Q/16D                             | Vera Zvonarjova                                                                            | Sania Mirza                                   | 7-5, 6-1         | details |
| 9 februari  | PTT Pattaya Women’s Open Pattaya, Thailand WTA International Tournaments $220.000 - hardcourt - 32S/32Q/16D                             | Jaroslava Sjvedova Tamarine Tanasugarn                                                     | Joelija Bejhelzymer Vitalia Djatsjenko        | 6-3, 6-2         | details |
| 16 februari | Barclays Dubai Tennis Championships Dubai, Verenigde Arabische Emiraten WTA Premier 5 Tournaments $2.000.000 - hardcourt - 56S/32Q/28D' | Venus Williams                                                                             | Virginie Razzano                              | 6-4, 6-2         | details |
| 16 februari | Barclays Dubai Tennis Championships Dubai, Verenigde Arabische Emiraten WTA Premier 5 Tournaments $2.000.000 - hardcourt - 56S/32Q/28D' | Cara Black Liezel Huber                                                                    | Maria Kirilenko Agnieszka Radwańska           | 6-3, 6-3         | details |
| 16 februari | Cellular South Cup Memphis, Verenigde Staten WTA International Tournaments $220.000 - hardcourt (i) - 32S/32Q/16D                       | Viktoryja Azarenka                                                                         | Caroline Wozniacki                            | 6-1, 6-3         | details |
| 16 februari | Cellular South Cup Memphis, Verenigde Staten WTA International Tournaments $220.000 - hardcourt (i) - 32S/32Q/16D                       | Viktoryja Azarenka Caroline Wozniacki                                                      | Joeliana Fedak Michaëlla Krajicek             | 6-1, 7-6         | details |
| 16 februari | Copa Sony Ericsson Colsanitas Bogota, Colombia WTA International Tournaments $220.000 - gravel - 32S/32Q/16D                            | MJ Martínez Sánchez                                                                        | Gisela Dulko                                  | 6-3, 6-2         | details |
| 16 februari | Copa Sony Ericsson Colsanitas Bogota, Colombia WTA International Tournaments $220.000 - gravel - 32S/32Q/16D                            | Nuria Llagostera Vives MJ Martínez Sánchez                                                 | Gisela Dulko Flavia Pennetta                  | 7-5, 3-6, [10-7] | details |
| 23 februari | Abierto Mexicano Telcel p/b HSBC Acapulco, Mexico WTA International Tournaments $220.000 - gravel - 32S/32Q/16D                         | Venus Williams                                                                             | Flavia Pennetta                               | 6-1, 6-2         | details |
| 23 februari | Abierto Mexicano Telcel p/b HSBC Acapulco, Mexico WTA International Tournaments $220.000 - gravel - 32S/32Q/16D                         | Nuria Llagostera Vives MJ Martínez Sánchez                                                 | Lourdes Domínguez Lino Arantxa Parra Santonja | 6-4, 6-2         | details |

### Maart
| Week van | Toernooi | Winnares                             | Verliezend finaliste                      | Uitslag finale   |         |
| -------- | --- | ------------------------------------ | ----------------------------------------- | ---------------- | ------- |
| 2 maart  | Monterrey Open Monterrey, Mexico WTA International Tournaments $220.000 - hardcourt - 32S/32Q/16D                      | Marion Bartoli                       | Li Na                                     | 6-4, 6-3         | details |
| 2 maart  | Monterrey Open Monterrey, Mexico WTA International Tournaments $220.000 - hardcourt - 32S/32Q/16D                      | Nathalie Dechy Mara Santangelo       | Iveta Benešová Barbora Záhlavová-Strýcová | 6-3, 6-4         | details |
| 9 maart  | BNP Paribas Open Indian Wells, Verenigde Staten WTA Premier Mandatory Tournaments $4.500.000 - hardcourt - 96S/48Q/32D | Vera Zvonarjova                      | Ana Ivanović                              | 7-6, 6-2         | details |
| 9 maart  | BNP Paribas Open Indian Wells, Verenigde Staten WTA Premier Mandatory Tournaments $4.500.000 - hardcourt - 96S/48Q/32D | Viktoryja Azarenka Vera Zvonarjova   | Gisela Dulko Shahar Peer                  | 6-4, 3-6, [10-5] | details |
| 23 maart | Sony Ericsson Open Miami, Verenigde Staten WTA Premier Mandatory Tournaments $4.500.000 - hardcourt - 96S/48Q/32D      | Viktoryja Azarenka                   | Serena Williams                           | 6-3, 6-1         | details |
| 23 maart | Sony Ericsson Open Miami, Verenigde Staten WTA Premier Mandatory Tournaments $4.500.000 - hardcourt - 96S/48Q/32D      | Svetlana Koeznetsova Amélie Mauresmo | Květa Peschke Lisa Raymond                | 4-6, 6-3, [10-3] | details |

### April
| Week van | Toernooi | Winnares                                         | Verliezend finaliste                           | Uitslag finale   |         |
| -------- | --- | ------------------------------------------------ | ---------------------------------------------- | ---------------- | ------- |
| 6 april  | MPS Group Championships Ponte Vedra Beach, Verenigde Staten WTA International Tournaments $220.000 - gravel - 32S/32Q/16D | Caroline Wozniacki                               | Aleksandra Wozniak                             | 6-1, 6-2         | details |
| 6 april  | MPS Group Championships Ponte Vedra Beach, Verenigde Staten WTA International Tournaments $220.000 - gravel - 32S/32Q/16D | Chuang Chia-jung Sania Mirza                     | Květa Peschke Lisa Raymond                     | 6-3, 4-6, [10-7] | details |
| 6 april  | Andalucia Tennis Experience Marbella, Spanje WTA International Tournaments $500.000 - gravel - 32S/32Q/16D                | Jelena Janković                                  | Carla Suárez Navarro                           | 6-3, 3-6, 6-3    | details |
| 6 april  | Andalucia Tennis Experience Marbella, Spanje WTA International Tournaments $500.000 - gravel - 32S/32Q/16D                | Klaudia Jans Alicja Rosolska                     | Anabel Medina Garrigues Virginia Ruano Pascual | 6-3, 6-3         | details |
| 13 april | Family Circle Cup Charleston, Verenigde Staten WTA Premier Tournaments $1.000.000 - gravel - 56S/32Q/16D                  | Sabine Lisicki                                   | Caroline Wozniacki                             | 6-2, 6-4         | details |
| 13 april | Family Circle Cup Charleston, Verenigde Staten WTA Premier Tournaments $1.000.000 - gravel - 56S/32Q/16D                  | Bethanie Mattek-Sands Nadja Petrova              | Līga Dekmeijere Patty Schnyder                 | 6-7, 6-2, [11-9] | details |
| 13 april | Barcelona Ladies Open Barcelona, Spanje WTA International Tournaments $220.000 - gravel - 32S/32Q/16D                     | Roberta Vinci                                    | Maria Kirilenko                                | 6-0, 6-4         | details |
| 13 april | Barcelona Ladies Open Barcelona, Spanje WTA International Tournaments $220.000 - gravel - 32S/32Q/16D                     | Nuria Llagostera Vives MJ Martínez Sánchez       | Sorana Cîrstea Andreja Klepač                  | 3-6, 6-2, [10-8] | details |
| 20 april | Fed Cup (halve finale) | Italië 4–1 Rusland Verenigde Staten 3–2 Tsjechië |                                                |                  | details |
| 27 april | Porsche Tennis Grand Prix Stuttgart, Duitsland WTA Premier Tournaments $700.000 - gravel (i) - 32S/32Q/16D                | Svetlana Koeznetsova                             | Dinara Safina                                  | 6-4, 6-3         | details |
| 27 april | Porsche Tennis Grand Prix Stuttgart, Duitsland WTA Premier Tournaments $700.000 - gravel (i) - 32S/32Q/16D                | Bethanie Mattek-Sands Nadja Petrova              | Gisela Dulko Flavia Pennetta                   | 5-7, 6-3, [10-7] | details |
| 27 april | Grand Prix SAR La Princesse Lalla Meryem Fez, Marokko WTA International Tournaments $220.000 - gravel - 32S/32Q/16D       | Anabel Medina Garrigues                          | Jekaterina Makarova                            | 6-0, 6-1         | details |
| 27 april | Grand Prix SAR La Princesse Lalla Meryem Fez, Marokko WTA International Tournaments $220.000 - gravel - 32S/32Q/16D       | Alisa Klejbanova Jekaterina Makarova             | Sorana Cîrstea Maria Kirilenko                 | 6-3, 2-6, [10-8] | details |

### Mei
| Week van | Toernooi | Winnares                                       | Verliezend finaliste               | Uitslag finale   |         |
| -------- | --- | ---------------------------------------------- | ---------------------------------- | ---------------- | ------- |
| 4 mei    | Internazionali BNL d’Italia Rome, Italië WTA Premier 5 Tournaments $2.000.000 - gravel - 56S/32Q/28D              | Dinara Safina                                  | Svetlana Koeznetsova               | 6-3, 6-2         | details |
| 4 mei    | Internazionali BNL d’Italia Rome, Italië WTA Premier 5 Tournaments $2.000.000 - gravel - 56S/32Q/28D              | Hsieh Su-wei Peng Shuai                        | Daniela Hantuchová Ai Sugiyama     | 7-5, 7-6         | details |
| 4 mei    | Estoril Open Estoril, Portugal WTA International Tournaments $220.000 - gravel - 32S/32Q/16D                      | Yanina Wickmayer                               | Jekaterina Makarova                | 7-5, 6-2         | details |
| 4 mei    | Estoril Open Estoril, Portugal WTA International Tournaments $220.000 - gravel - 32S/32Q/16D                      | Raquel Kops-Jones Abigail Spears               | Sharon Fichman Katalin Marosi      | 2-6, 6-3, [10-5] | details |
| 11 mei   | Mutua Madrilena Madrid Open Madrid, Spanje WTA Premier Mandatory Tournaments $4.500.000 - gravel - 60S/32Q/28D    | Dinara Safina                                  | Caroline Wozniacki                 | 6-2, 6-4         | details |
| 11 mei   | Mutua Madrilena Madrid Open Madrid, Spanje WTA Premier Mandatory Tournaments $4.500.000 - gravel - 60S/32Q/28D    | Cara Black Liezel Huber                        | Květa Peschke Lisa Raymond         | 4-6, 6-3, [10-6] | details |
| 18 mei   | Warsaw Open Warschau, Polen WTA Premier Tournaments $600.000 - gravel - 32S/32Q/16D                               | Alexandra Dulgheru                             | Aljona Bondarenko                  | 7-6, 3-6, 6-0    | details |
| 18 mei   | Warsaw Open Warschau, Polen WTA Premier Tournaments $600.000 - gravel - 32S/32Q/16D                               | Raquel Kops-Jones Bethanie Mattek-Sands        | Yan Zi Zheng Jie                   | 6-1, 6-1         | details |
| 18 mei   | Internationaux de Strasbourg Straatsburg, Frankrijk WTA International Tournaments $220.000 - gravel - 32S/32Q/16D | Aravane Rezaï                                  | Lucie Hradecká                     | 7-6, 6-1         | details |
| 18 mei   | Internationaux de Strasbourg Straatsburg, Frankrijk WTA International Tournaments $220.000 - gravel - 32S/32Q/16D | Nathalie Dechy Mara Santangelo                 | Claire Feuerstein Stéphanie Foretz | 6-0, 6-1         | details |
| 24 mei   | Roland Garros Parijs, Frankrijk Grand Slam gravel - 128S/96Q/64D/32X                                              | Svetlana Koeznetsova                           | Dinara Safina                      | 6-4, 6-2         | details |
| 24 mei   | Roland Garros Parijs, Frankrijk Grand Slam gravel - 128S/96Q/64D/32X                                              | Anabel Medina Garrigues Virginia Ruano Pascual | Viktoryja Azarenka Jelena Vesnina  | 6-1, 6-1         | details |
| 24 mei   | Roland Garros Parijs, Frankrijk Grand Slam gravel - 128S/96Q/64D/32X                                              | Liezel Huber Bob Bryan                         | Vania King Marcelo Melo            | 5-7, 7-6, [10-7] | details |

### Juni
| Week van | Toernooi | Winnares                         | Verliezend finaliste                | Uitslag finale    |         |
| -------- | --- | -------------------------------- | ----------------------------------- | ----------------- | ------- |
| 8 juni   | AEGON Classic Birmingham, Verenigd Koninkrijk WTA International Tournaments $2.000.000 - gras - 56S/32Q/16D | Magdaléna Rybáriková             | Li Na                               | 6-0, 7-6          | details |
| 8 juni   | AEGON Classic Birmingham, Verenigd Koninkrijk WTA International Tournaments $2.000.000 - gras - 56S/32Q/16D | Cara Black Liezel Huber          | Raquel Kops-Jones Abigail Spears    | 6-1, 6-4          | details |
| 15 juni  | AEGON International Eastbourne, Verenigd Koninkrijk WTA Premier Tournaments $600.000 - gras - 32S/32Q/16D   | Caroline Wozniacki               | Virginie Razzano                    | 7-6, 7-5          | details |
| 15 juni  | AEGON International Eastbourne, Verenigd Koninkrijk WTA Premier Tournaments $600.000 - gras - 32S/32Q/16D   | Akgul Amanmuradova Ai Sugiyama   | Samantha Stosur Rennae Stubbs       | 6-4, 6-3          | details |
| 15 juni  | Ordina Open Rosmalen, Nederland WTA International Tournaments $220.000 - gras - 32S/32Q/16D                 | Tamarine Tanasugarn              | Yanina Wickmayer                    | 6-3, 7-5          | details |
| 15 juni  | Ordina Open Rosmalen, Nederland WTA International Tournaments $220.000 - gras - 32S/32Q/16D                 | Sara Errani Flavia Pennetta      | Michaëlla Krajicek Yanina Wickmayer | 6-4, 5-7, [13-11] | details |
| 22 juni  | Wimbledon Londen, Verenigd Koninkrijk Grand Slam £6.275.000 - gras - 128S/96Q/64D/48X                       | Serena Williams                  | Venus Williams                      | 7-6, 6-2          | details |
| 22 juni  | Wimbledon Londen, Verenigd Koninkrijk Grand Slam £6.275.000 - gras - 128S/96Q/64D/48X                       | Venus Williams Serena Williams   | Samantha Stosur Rennae Stubbs       | 7-6, 6-4          | details |
| 22 juni  | Wimbledon Londen, Verenigd Koninkrijk Grand Slam £6.275.000 - gras - 128S/96Q/64D/48X                       | Anna-Lena Grönefeld Mark Knowles | Cara Black Leander Paes             | 7-5, 6-3          | details |

### Juli
| Week van | Toernooi | Winnares                                   | Verliezend finaliste                       | Uitslag finale    |         |
| -------- | --- | ------------------------------------------ | ------------------------------------------ | ----------------- | ------- |
| 6 juli   | GDF SUEZ Grand Prix Boedapest, Hongarije WTA International Tournaments $220.000 - gravel - 32S/32Q/16D                      | Ágnes Szávay                               | Patty Schnyder                             | 2-6, 6-4, 6-2     | details |
| 6 juli   | GDF SUEZ Grand Prix Boedapest, Hongarije WTA International Tournaments $220.000 - gravel - 32S/32Q/16D                      | Alisa Klejbanova Monica Niculescu          | Aljona Bondarenko Kateryna Bondarenko      | 6-4, 7-6          | details |
| 6 juli   | Swedish Open Båstad, Zweden WTA International Tournaments $220.000 - gravel - 32S/32Q/16D                                   | MJ Martínez Sánchez                        | Caroline Wozniacki                         | 7-5, 6-4          | details |
| 6 juli   | Swedish Open Båstad, Zweden WTA International Tournaments $220.000 - gravel - 32S/32Q/16D                                   | Gisela Dulko Flavia Pennetta               | Nuria Llagostera Vives MJ Martínez Sánchez | 6-2, 0-6, [10-5]  | details |
| 13 juli  | Internazionali femminili di tennis di Palermo Palermo, Italië WTA International Tournaments $220.000 - gravel - 32S/32Q/16D | Flavia Pennetta                            | Sara Errani                                | 6-1, 6-2          | details |
| 13 juli  | Internazionali femminili di tennis di Palermo Palermo, Italië WTA International Tournaments $220.000 - gravel - 32S/32Q/16D | Nuria Llagostera Vives MJ Martínez Sánchez | Marija Koryttseva Darija Koestova          | 6-1, 6-2          | details |
| 13 juli  | ECM Prague Open Praag, Tsjechië WTA International Tournaments $220.000 - gravel - 32S/32Q/16D                               | Sybille Bammer                             | Francesca Schiavone                        | 7-6, 6-2          | details |
| 13 juli  | ECM Prague Open Praag, Tsjechië WTA International Tournaments $220.000 - gravel - 32S/32Q/16D                               | Aljona Bondarenko Kateryna Bondarenko      | Iveta Benešová Barbora Záhlavová-Strýcová  | 6-1, 6-2          | details |
| 20 juli  | Banka Koper Slovenia Open Portorož, Slovenië WTA International Tournaments $220.000 - hardcourt - 32S/32Q/16D               | Dinara Safina                              | Sara Errani                                | 6-7, 6-1, 7-5     | details |
| 20 juli  | Banka Koper Slovenia Open Portorož, Slovenië WTA International Tournaments $220.000 - hardcourt - 32S/32Q/16D               | Julia Görges Vladimíra Uhlířová            | Camille Pin Klára Zakopalová               | 6-4, 6-2          | details |
| 20 juli  | Gastein Ladies Bad Gastein, Oostenrijk WTA International Tournaments $220.000 - gravel - 32S/32Q/16D                        | Andrea Petković                            | Ioana Raluca Olaru                         | 6-2, 6-3          | details |
| 20 juli  | Gastein Ladies Bad Gastein, Oostenrijk WTA International Tournaments $220.000 - gravel - 32S/32Q/16D                        | Andrea Hlaváčková Lucie Hradecká           | Tatjana Malek Andrea Petković              | 6-2, 6-4          | details |
| 27 juli  | Bank of the West Classic Stanford, Verenigde Staten WTA Premier Tournaments $700.000 - hardcourt - 32S/32Q/16D              | Marion Bartoli                             | Venus Williams                             | 6-2, 5-7, 6-4     | details |
| 27 juli  | Bank of the West Classic Stanford, Verenigde Staten WTA Premier Tournaments $700.000 - hardcourt - 32S/32Q/16D              | Serena Williams Venus Williams             | Chan Yung-jan Monica Niculescu             | 6-4, 6-1          | details |
| 27 juli  | İstanbul Cup Istanbul, Turkije WTA International Tournaments $220.000 - hardcourt - 32S/32Q/16D                             | Vera Doesjevina                            | Lucie Hradecká                             | 6-0, 6-1          | details |
| 27 juli  | İstanbul Cup Istanbul, Turkije WTA International Tournaments $220.000 - hardcourt - 32S/32Q/16D                             | Lucie Hradecká Renata Voráčová             | Julia Görges Patty Schnyder                | 2-6, 6-3, [12-10] | details |

### Augustus
| Week van    | Toernooi | Winnares                                   | Verliezend finaliste                       | Uitslag finale   |         |
| ----------- | --- | ------------------------------------------ | ------------------------------------------ | ---------------- | ------- |
| 3 augustus  | LA Women's Tennis Championships Los Angeles, Verenigde Staten WTA Premier Tournaments $700.000 - hardcourt - 56S/32Q/16D     | Flavia Pennetta                            | Samantha Stosur                            | 6-4, 6-3         | details |
| 3 augustus  | LA Women's Tennis Championships Los Angeles, Verenigde Staten WTA Premier Tournaments $700.000 - hardcourt - 56S/32Q/16D     | Chuang Chia-jung Yan Zi                    | Maria Kirilenko Agnieszka Radwańska        | 6-0, 4-6, [10-7] | details |
| 10 augustus | W&S Financial Group Women's Open Cincinnati, Verenigde Staten WTA Premier 5 Tournaments $2.000.000 - hardcourt - 56S/32Q/28D | Jelena Janković                            | Dinara Safina                              | 6-4, 6-2         | details |
| 10 augustus | W&S Financial Group Women's Open Cincinnati, Verenigde Staten WTA Premier 5 Tournaments $2.000.000 - hardcourt - 56S/32Q/28D | Cara Black Liezel Huber                    | Nuria Llagostera Vives MJ Martínez Sánchez | 6-3, 0-6, [10-2] | details |
| 17 augustus | Rogers Cup Toronto, Canada WTA Premier 5 Tournaments $2.000.000 - hardcourt - 56S/32Q/28D                                    | Jelena Dementjeva                          | Maria Sjarapova                            | 6-4, 6-3         | details |
| 17 augustus | Rogers Cup Toronto, Canada WTA Premier 5 Tournaments $2.000.000 - hardcourt - 56S/32Q/28D                                    | Nuria Llagostera Vives MJ Martínez Sánchez | Samantha Stosur Rennae Stubbs              | 2-6, 7-5, [11-9] | details |
| 24 augustus | Pilot Pen Tennis New Haven, Verenigde Staten WTA Premier Tournaments $600.000 - hardcourt - 32S/32Q/16D                      | Caroline Wozniacki                         | Jelena Vesnina                             | 6-2, 6-4         | details |
| 24 augustus | Pilot Pen Tennis New Haven, Verenigde Staten WTA Premier Tournaments $600.000 - hardcourt - 32S/32Q/16D                      | Nuria Llagostera Vives MJ Martínez Sánchez | Iveta Benešová Lucie Hradecká              | 6-2, 7-5         | details |
| 31 augustus | US Open New York, Verenigde Staten Grand Slam $ - hardcourt - 128S/128Q/64D/32X                                              | Kim Clijsters                              | Caroline Wozniacki                         | 7-5, 6-3         | details |
| 31 augustus | US Open New York, Verenigde Staten Grand Slam $ - hardcourt - 128S/128Q/64D/32X                                              | Serena Williams Venus Williams             | Cara Black Liezel Huber                    | 6-2, 6-2         | details |
| 31 augustus | US Open New York, Verenigde Staten Grand Slam $ - hardcourt - 128S/128Q/64D/32X                                              | Carly Gullickson Travis Parrott            | Cara Black Leander Paes                    | 6-2, 6-4         | details |

### September
| Week van     | Toernooi | Winnares                             | Verliezend finaliste                       | Uitslag finale   |         |
| ------------ | --- | ------------------------------------ | ------------------------------------------ | ---------------- | ------- |
| 14 september | Guangzhou International Women's Open Guangzhou, China WTA International Tournaments $220.000 - hardcourt - 32S/32Q/16D | Shahar Peer                          | Alberta Brianti                            | 6-3, 6-4         | details |
| 14 september | Guangzhou International Women's Open Guangzhou, China WTA International Tournaments $220.000 - hardcourt - 32S/32Q/16D | Volha Havartsova Tatjana Poetsjek    | Kimiko Date-Krumm Sun Tiantian             | 3-6, 6-2, [10-8] | details |
| 14 september | Bell Challenge Québec, Canada WTA International Tournaments $220.000 - tapijt - 32S/32Q/16D                            | Melinda Czink                        | Lucie Šafářová                             | 4-6, 6-3, 7-5    | details |
| 14 september | Bell Challenge Québec, Canada WTA International Tournaments $220.000 - tapijt - 32S/32Q/16D                            | Vania King B Záhlavová-Strýcová      | Sofia Arvidsson Séverine Brémond           | 6-1, 6-3         | details |
| 21 september | Hansol Korea Open Seoel, Zuid-Korea WTA International Tournaments $220.000 - hardcourt - 32S/32Q/16D                   | Kimiko Date-Krumm                    | Anabel Medina Garrigues                    | 6-3, 6-3         | details |
| 21 september | Hansol Korea Open Seoel, Zuid-Korea WTA International Tournaments $220.000 - hardcourt - 32S/32Q/16D                   | Chan Yung-jan Abigail Spears         | Carly Gullickson Nicole Kriz               | 6-3, 6-4         | details |
| 21 september | Tashkent Open Tasjkent, Oezbekistan WTA International Tournaments $220.000 - hardcourt - 32S/32Q/16D                   | Shahar Peer                          | Akgul Amanmuradova                         | 6-3, 6-4         | details |
| 21 september | Tashkent Open Tasjkent, Oezbekistan WTA International Tournaments $220.000 - hardcourt - 32S/32Q/16D                   | Volha Havartsova Tatjana Poetsjek    | Vitalia Djatsjenko Katsjarina Dzehalevitsj | 6-2, 6-7, [10-8] | details |
| 28 september | Toray Pan Pacific Open Tokio, Japan WTA Premier 5 Tournaments $2.000.000 - hardcourt - 56S/32Q/16D                     | Maria Sjarapova                      | Jelena Janković                            | 5-2 opgave       | details |
| 28 september | Toray Pan Pacific Open Tokio, Japan WTA Premier 5 Tournaments $2.000.000 - hardcourt - 56S/32Q/16D                     | Alisa Klejbanova Francesca Schiavone | Daniela Hantuchová Ai Sugiyama             | 6-4, 6-2         | details |

### Oktober
| Week van   | Toernooi | Winnares                                   | Verliezend finaliste                   | Uitslag finale   |         |
| ---------- | --- | ------------------------------------------ | -------------------------------------- | ---------------- | ------- |
| 5 oktober  | China Open Peking, China WTA Premier Mandatory Tournaments $4.500.000 - hardcourt - 60S/32Q/28D               | Svetlana Koeznetsova                       | Agnieszka Radwańska                    | 6-2, 6-4         | details |
| 5 oktober  | China Open Peking, China WTA Premier Mandatory Tournaments $4.500.000 - hardcourt - 60S/32Q/28D               | Hsieh Su-wei Peng Shuai                    | Alla Koedrjavtseva Jekaterina Makarova | 6-3, 6-1         | details |
| 12 oktober | Generali Ladies Linz Linz, Oostenrijk WTA International Tournaments $220.000 - hardcourt (i) - 32S/32Q/16D    | Yanina Wickmayer                           | Petra Kvitová                          | 6-3, 6-4         | details |
| 12 oktober | Generali Ladies Linz Linz, Oostenrijk WTA International Tournaments $220.000 - hardcourt (i) - 32S/32Q/16D    | Anna-Lena Grönefeld Katarina Srebotnik     | Klaudia Jans Alicja Rosolska           | 6-1, 6-4         | details |
| 12 oktober | HP Open Osaka, Japan WTA International Tournaments $220.000 - hardcourt - 32S/32Q/16D                         | Samantha Stosur                            | Francesca Schiavone                    | 7-5, 6-1         | details |
| 12 oktober | HP Open Osaka, Japan WTA International Tournaments $220.000 - hardcourt - 32S/32Q/16D                         | Chuang Chia-jung Lisa Raymond              | Chanelle Scheepers Abigail Spears      | 6-2, 6-4         | details |
| 19 oktober | Kremlin Cup Moskou, Rusland WTA Premier Tournaments $1.000.000 - hardcourt (i) - 32S/32Q/16D                  | Francesca Schiavone                        | Volha Havartsova                       | 6-3, 6-0         | details |
| 19 oktober | Kremlin Cup Moskou, Rusland WTA Premier Tournaments $1.000.000 - hardcourt (i) - 32S/32Q/16D                  | Maria Kirilenko Nadja Petrova              | Maria Kondratjeva Klára Zakopalová     | 6-2, 6-2         | details |
| 19 oktober | BGL Luxembourg Open Luxemburg, Luxemburg WTA International Tournaments $220.000 - hardcourt (i) - 32S/32Q/16D | Timea Bacsinszky                           | Sabine Lisicki                         | 6-2, 7-5         | details |
| 19 oktober | BGL Luxembourg Open Luxemburg, Luxemburg WTA International Tournaments $220.000 - hardcourt (i) - 32S/32Q/16D | Iveta Benešová B Záhlavová-Strýcová        | Vladimíra Uhlířová Renata Voráčová     | 1-6, 6-0, [10-7] | details |
| 26 oktober | Sony Ericsson Championships Doha, Qatar Officieus wereldkampioenschap $4.500.000 - hardcourt - 8S (RR)/4D     | Serena Williams                            | Venus Williams                         | 6–2, 7–6         | details |
| 26 oktober | Sony Ericsson Championships Doha, Qatar Officieus wereldkampioenschap $4.500.000 - hardcourt - 8S (RR)/4D     | Nuria Llagostera Vives MJ Martínez Sánchez | Cara Black Liezel Huber                | 7–6, 5–7, [10–7] | details |

### November en december
| Week van   | Toernooi                                                                                       | Winnares      | Verliezend finaliste | Uitslag finale |         |
| ---------- | ---------------------------------------------------------------------------------------------- | ------------- | -------------------- | -------------- | ------- |
| 2 november | Tournament of Champions Bali, Indonesië Eindejaarskampioenschap $600.000 - hardcourt (i) - 12S | Aravane Rezaï | Marion Bartoli       | 7-5, opgave    | details |
| 2 november | Fed Cup                                                                                        | Italië        | Verenigde Staten     | 4-0            | details |

In de rest van november en in december werden traditiegetrouw geen WTA-toernooien georganiseerd.

## Primeurs
Speelsters die in 2009 hun eerste WTA-enkelspeltitel wonnen:
- Viktoryja Azarenka (Wit-Rusland) in Brisbane, Australië
- Petra Kvitová (Tsjechië) in Hobart, Australië
- María José Martínez Sánchez (Spanje) in Bogota, Colombia
- Sabine Lisicki (Duitsland) in Charleston, SC, VS
- Yanina Wickmayer (België) in Estoril, Portugal
- Alexandra Dulgheru (Roemenië) in Warschau, Polen
- Aravane Rezaï (Frankrijk) in Straatsburg, Frankrijk
- Magdaléna Rybáriková (Slowakije) in Birmingham, VK
- Andrea Petković (Duitsland) in Bad Gastein, Oostenrijk
- Vera Doesjevina (Rusland) in Istanbul, Turkije
- Melinda Czink (Hongarije) in Québec, Canada
- Samantha Stosur (Australië) in Osaka, Japan
- Timea Bacsinszky (Zwitserland) in Luxemburg, Luxemburg

## Statistiek van toernooien

### Toernooien per ondergrond
| ondergrond   | aantal | buiten/binnen | aantal |
| ------------ | ------ | ------------- | ------ |
| hardcourt    | 32     | buiten        | 29     |
| hardcourt    | 32     | binnen        | 3      |
| gravel       | 18     | buiten        | 17     |
| gravel       | 18     | binnen        | 1      |
| groen gravel | 1      | buiten        | 1      |
| gras         | 4      | buiten        | 4      |
| tapijt       | 1      | binnen        | 1      |
| TOTAAL       | 56     |               |        |

## Bron
- (en)  Archief van de WTA

1971 · 1972 · 1973 · 1974 · 1975 · 1976 · 1977 · 1978 · 1979 · 1980 · 1981 · 1982 · 1983 · 1984 · 1985 · 1986 · 1987 · 1988 · 1989 · 1990 · 1991 · 1992 · 1993 · 1994 · 1995 · 1996 · 1997 · 1998 · 1999 · 2000 · 2001 · 2002 · 2003 · 2004 · 2005 · 2006 · 2007 · 2008 · 2009 · 2010 · 2011 · 2012 · 2013 · 2014 · 2015 · 2016 · 2017 · 2018 · 2019 · 2020 · 2021 · 2022 · 2023 · 2024 · 2025